# سلیم‌های گلوگندمی
سلیم‌های گلوگندمی (نام علمی: Oreopholus)، یک سرده از پرندگان وابسته به خانوادهٔ سَلیمان است. سلیم گلوگندمی (Oreopholus ruficollis) تنها گونهٔ موجود است، اگرچه گونه دیگری به نام Oreopholus orcesi، در پلیستوسن پسین در اکوادور شناخته شده‌است.